# Vivien Keszthelyi
Vivien Keszthelyi (n. 7 decembrie 2000, Debrețin, Ungaria) este pilot de curse, triplă campioană de Touring, membră al Academiei Audi Sport Racinng. Ea este cel mai tânăr pilot feminin al tuturor timpurilor din istoria campionatelor internaționale GT4, care a încheiat sezonul pe podium.
Și-a început cariera profesională în anul 2014 în seria FIA Swift Cup Europe, iar după cele două sezoane petrecute cu succes acolo, din toamna anului 2015 a devenit singurul membru feminin și în același timp cel mai tânăr al Audi Sport Racing Academy, devenind astfel primul pilot de curse din Ungaria a unei mărci. Primele titluri de campioană le-a cucerit la volanul unui Audi TT în anul 2016 în cadrul FIA Central European Zone, unde la vârsta de 15 ani a devenit campioană a Ungariei atât la sprint (distanță mică) cât și la endurance (distanță mare). 
În anul 2017 a încheiat sezonul pe locul 2. în clasamentul total al seriei Audi Sport TT Cup, devenind astfel cel mai tânăr pilot de curse feminin în istoria campionatelor GT4 care a încheiat sezonul pe podium. În anul 2018, pe lângă titlul de campioană Rookie (junior) în Audi Sport Seyffarth R8 LMS GT Cup, cu medalia de argint obținută în clasamentul total a devenit cel mai tânăr pilot de curse feminin din istoria campionatelor GT4 care a încheiat sezonul pe podium. În anul 2019 a concurat în campionatul de iarnă F3 din Asia omologat de FIA respectiv în noul W Series. Cu rezultatele obținute în cursul anului, datorită punctelor obținute în primul sezon de Formula 3 a devenit cel mai de succes pilot de curse din istoria curselor auto din Ungaria în această categorie.

## Cariera

### Inceputuri
Este interesată de mașini de la vârsta de patru ani; conform celor spuse de ea însăși, deja atunci prefera să se joace cu mașini electrice în loc de păpuși. La 12 ani a vizitat Red Bull Ring unde a văzut prima dată o cursă pe viu. Acolo și atunci a luat decizia finală că vrea să devină pilot de curse. Datorită perseverenței și talentului de excepție, a trecut peste obstacolele din cursele pentru adulți din Ungaria în ciuda vârstei fragede.

### 2014: Licența specială
Având în vedere vârsta fragedă, a putut participa cursele internaționale din seria FIA Swift Cup Europe doar cu licență specială. A încheiat pe locul 3. la juniori respectiv locul 6. la adulți în clasamentul general. Văzând rezultatele ei remarcabile, promoter-ul Swift Cup Austria a invitat-o la o cursă a seriei din Austria, unde fiind singurul pilot maghiar, a încheiat cursa pe remarcabilul loc 4. la bărbați adulți, dovedind astfel din nou talentul ei incontestabil. 

### 2015: Pe calea dezvoltării
În cel de-al doilea sezon  în FIA Swift Cup Europe a ocupat locul 3. în clasamentul general, locul 2. la juniori, respectiv locul 1. la femei. 

### 2016: Dublu campion de touring al Ungariei la adulți
Potențialul ei a atras și atenția Audi Sport Racing Academy inițiată în anul 2016. După testele din Germania absolvite cu succes, a fost selectată ca singura femeie dintre cei trei piloți care au beneficiat de sprijinul Audi Sport pentru talente tinere. Acesta a fost un pas uriaș înainte, continuându-și cariera de la 15 ani ca și primul pilot de curse din Ungaria sprijinit de o fabrică. 
A schimbat categoria și a înlocuit mașina cu care concura înainte cu un Audi TT cu 350 cai putere cu care a participat la FIA Central European Zone. Nu a trebuit să aștepte mult până la noi succese: deja primul sezon la încheiat pe locul întâi atât la sprint (distanță mică) cât și la endurance (distanță mare), devenind astfel dublu campion al Ungariai la doar 15 ani. 
La ultima cursă a sezonului, la a 60.-a cursă din cariera ei a ocupat cea de a 60.-a poziție de podium și al 25.-a câștig. 

### 2017: Cel mai tânăr pilot de curse din Ungaria care a obținut puncte în seriile internaționale
În anul și-a continuat cariera în seria Audi Sport TT Cup, unde a avut prima dată experiența luptei „wheel-to-wheel” din această serie cu lupte acerbe pentru poziție. În acest sezon, a putut termina doar 7 din 14 cele 14 curse, din motive independente de ea (accidente, penalizări din cauza erorilor de comunicare). Cu toate acestea, a acumulat 65 de puncte, încheiând astfel campionatul pe locul 13., devenind cel mai tânăr și primul pilot de curse din istoria curselor de mașini din Ungaria care a obținut puncte în competiții internaționale. 

### 2018: Cel mai tânăr premiat de podium la GT4 al tuturor timpurilor
Sezonul 2018 l-a absolvit deja la GT4 în Audi Sport Seyffarth R8 LMS GT Cup, ceea ce a fost ceva special pentru că a concurat prima dată cu mașină de curse cu tracțiune pe spate. Acesta a fost din nou un pas la un nivel mai înalt, deoarece mașina de curse cu motor V10 de 5.200 cm³ și o putere aproape 500 cai putere era mult mai puternică decât cele dinainte. 
Prin depășirea din ultima tură a ultimei curse a cucerit titlul de campion în categoria Rookie, respectiv medalia de argint în categoria absolută. Astfel, a devenit cel mai tânăr pilot feminin din toate timpurile în categoria GT4  care a încheiat sezonul pe podium. 

### 2019: Campionatul Formula 3 Asia
În data de 02.01.2019. a devenit oficial că Keszthelyi va concura ca și pilot al BlackArts Racing la F3 Asian Championship Winter Series certified by FIA. Prin acest fapt, a devenit primul pilot feminin și cel mai tânăr pilot din istoria curselor de mașini din Ungaria care a ajuns în categoria internațională de Formula 3 pentru un sezon întreg. În primul sezon de Formula 3 din viața ei, în cele 9 curse a obținut în total 13 puncte, clasându-se astfel pe locul 13, devenind cel mai tânăr și de succes pilot de curse din Ungaria în această categorie. 

### F3 W Series
În campionatul special doar pentru femei F3 W Series nou au fost selectate din 100 de concurente cele 18 care participă la campionat. După două curse a ajuns în Top28. Ultima cursă de calificare a avut loc la sfârșitul lunii martie 2019. După selecție, seria a anunțat lista oficială a celor care vor concura, din care a reieșit că pilotul de 18 din Ungaria își va continua cariera ca și pilot oficial de test și de rezervă al F3 W Series în anul 2019, fiind una dintre cele mai tinere concurente. 
Datorită accidentării Emma Kimiläinen a concurat prima dată la cursa din Zolder, însă în tura a doua a fost lovită și nu a putut termina cursa. În cea de-a doua cursă la Misano însă a ocupat deja locul 10, obținând astfel primul punct. În ultima cursă a sezonului a concurat la Brands Hatch din Anglia. Pornind de pe poziția 17. a încheiat cursa pe locul 14. În clasamentul general W Series a obținut locul 17. 
Cu rezultatele obținute în anul 2019, cu punctele obținute la Formula 3 a devenit cel mai de succes pilot de curse din toate timpurile din Ungaria în această categorie. 
La 06.08.2020. Carlin Motorsport a încheiat un contract de colaborare cu Keszthelyi pe trei ani.

## Dincolo de pistă
Încă de la începutul carierei este angajată în acțiuni caritabile, iar de-a lungul anilor și-a crescut în mod continuu angajamentul social, devenind Campion UNICEF și ambasadorul sportiv al Mosoly Alapítvány (Fundația Zâmbetul).
Este membru activ al mișcării mondiale Dare to be Different înființată de Susie Wollf, soția șefului echipei de Formula 1 al Mercedes Toto Wolff. Scopul acestei mișcări este sprijinirea femeilor tinere cu toate mijloacele posibile care doresc să devină pilot de curse, ingineri de curse sau șef de echipă.
Pe lângă bunăstarea oamenilor, și cea a animalelor are un rol central în viața ei. A adoptat la WWF un tigru alb și un urs panda, atrăgând atenția asupra acestor specii aflate în pericol. 
În decembrie 2017 a început cursurile pentru obținerea licenței de pilot de elicopter, putând să devină astfel cel mai tânăr pilot feminin de elicopter din istoria aviației din Ungaria. 
În octombrie 2018, în cadrul unui eveniment de presă, UNICEF Ungaria a anunțat că a ales-o pe Keszthelyi Vivien ca și Campion UNICEF. În calitate de Campion UNICEF, Vivien dorește să atragă atenția asupra importanța reducerii mortalității la sugari și importanța imunizării sugarilor. 
Vizitează des cursele din alte serii, cum ar fi Blancpain GT Series, ADAC GT Masters sau  Formula 1 și apare în mod regulat la evenimentele organizate sau sponsorizate de Audi Ungaria. 

## Despre
„După promoter-ul Swift Cup Europe Burkus Egon, Vivien la abia 13 ani este un pilot foarte matur și talentat.”
„Tânăra fată subordonează totul pasiuni ei, ceea ce se reflectă și în rezultate...Vivien este un profesionist veritabil și nici accidentele serioase din timpul curselor nu o clintesc din motosport.”
"A câștigat respect și în rândul piloților masculini. Adolescenta ambițioasă însă nu se mulțumește cu atât, ținta ei fiind să fie cea mai rapidă din lume."
„Keszthelyi Vivien la 15 ani este unul dintre cei mai buni piloți din Ungaria.”
"Adolescenta minune"
Șeful programului pentru talente Audi Sepp Haider: "Cel mai mult m-a surprins Vivien, care pentru vârsta ei de 16 ani este foarte deșteaptă și incredibil de calmă. Stăpânește perfect mașina Audi TT Cup."

## Premii și distincții
2019: Pilot feminin al anului 

## Rezultate

### Swift Cup Austria
| An   | Echipa          | 1   | 2   | 3   | 4   | 5   | 6   | 7   | 8   | 9   | 10  |
| An   | Echipa          | HUN | HUN | AUT | AUT | AUT | AUT | SVK | SVK | AUT | AUT |
| ---- | --------------- | --- | --- | --- | --- | --- | --- | --- | --- | --- | --- |
| 2014 | OXXO Motorsport | NI  | NI  | NI  | NI  | NI  | NI  | NI  | NI  | 4   | EX  |

NI= Nu Incepe | EX=Exclus 

### FIA Swift Cup Europe
| An   | Echipa          | Categorie | 1   | 2   | 3   | 4   | 5   | 6   | 7   | 8   | 9   | 10  | 11  | 12  | 13  | 14  | 15  | DC |
| An   | Echipa          | Categorie | HUN | HUN | SVK | SVK | AUT | AUT | HUN | HUN | AUT | AUT | SVK | SVK | HUN | HUN | HUN | DC |
| ---- | --------------- | --------- | --- | --- | --- | --- | --- | --- | --- | --- | --- | --- | --- | --- | --- | --- | --- | -- |
| 2014 | OXXO Motorsport | Absolut   | 3   | EX  | 4   | 7   | 5   | 3   | 6   | 2   | NI  | NI  | 2   | 4   | 4   | 4   | EX  | 6. |
| 2014 | OXXO Motorsport | Junior    | 2   | EX  | 1   | 3   | 2   | 2   | 2   | 1   | NI  | NI  | 1   | 2   | 3   | 3   | EX  | 3. |
| 2014 | OXXO Motorsport | Femei     | 1   | EX  | 1   | 2   | 1   | 1   | 1   | 1   | NI  | NI  | 1   | 1   | 1   | 1   | EX  | 1. |

NI= Nu Incepe | EX=Exclus
| An   | Echipa          | Categorie | 1   | 2   | 3   | 4   | 5   | 6   | 7   | 8   | 9   | 10  | 11  | 12  | 13  | 14  | 15  | 16  | 17  | 18  | 19  | 20  | 21  | 22  | DC |
| An   | Echipa          | Categorie | HUN | HUN | AUT | AUT | AUT | SVK | SVK | AUT | AUT | HUN | HUN | HUN | SVK | SVK | HUN | HUN | HUN | HUN | HUN | HUN | AUT | AUT | DC |
| ---- | --------------- | --------- | --- | --- | --- | --- | --- | --- | --- | --- | --- | --- | --- | --- | --- | --- | --- | --- | --- | --- | --- | --- | --- | --- | -- |
| 2015 | OXXO Motorsport | Absolut   | 11  | 7   | 3   | EX  | EX  | 2   | 2   | EX  | 5   | 3   | 1   | 3   | A   | A   | 1   | 5   | 5   | 2   | 2   | 3   | 4   | 5   | 3. |
| 2015 | OXXO Motorsport | Junior    | 4   | 3   | 2   | EX  | EX  | 1   | 1   | EX  | 2   | 2   | 1   | 2   | A   | A   | 1   | 2   | 1   | 2   | 1   | 2   | 2   | 2   | 2. |
| 2015 | OXXO Motorsport | Femei     | 3   | 2   | 1   | EX  | EX  | 1   | 1   | EX  | 1   | 1   | 1   | 1   | A   | A   | 1   | 1   | 1   | 1   | 1   | 1   | 1   | 1   | 1. |

NI= Nu Incepe | EX=Exclus | A=Anulat

### Grupa F Touring
| An   | Echipa          | 1   | 2   | 3   | 4   | 5   | 6   | 7   | 8   | 9   | 10  | 11  | 12  | DC |
| An   | Echipa          | HUN | HUN | AUT | AUT | HUN | HUN | HUN | SVK | SVK | HUN | HUN | HUN | DC |
| ---- | --------------- | --- | --- | --- | --- | --- | --- | --- | --- | --- | --- | --- | --- | -- |
| 2015 | OXXO Motorsport | NI  | NI  | NI  | NI  | NI  | NI  | NI  | 3   | 2   | NI  | NI  | NI  | 6. |

NI= Nu Incepe | EX=Exclus

### FIA Central European Zone (CEZ)
| An   | Echipa   | Categorie           | 1   | 2   | 3   | 4   | 5   | 6   | 7   | 8   | 9   | 10  | 11  | 12  | DC |
| An   | Echipa   | Categorie           | HUN | HUN | HUN | HUN | HUN | SVK | SVK | CZE | CZE | HUN | HUN | HUN | DC |
| ---- | -------- | ------------------- | --- | --- | --- | --- | --- | --- | --- | --- | --- | --- | --- | --- | -- |
| 2016 | Team VRS | Campionatul Maghiar | 2   | 2   | 1   | 1   | 1   | 1   | 1   | 1   | 1   | 1   | 1   | 1   | 1  |

NI= Nu Incepe | EX=Exclus
| An   | Echipa   | Categorie                           | 1   | 2   | 3   | DC |
| An   | Echipa   | Categorie                           | SVK | CZE | HUN | DC |
| ---- | -------- | ----------------------------------- | --- | --- | --- | -- |
| 2016 | Team VRS | CEZ Endurance (Campionatul Maghiar) | 1   | 1   | 1   | 1  |

NI= Nu Incepe | EX=Exclus

### Audi Sport TT Cup
| An   | Echipa   | 1              | 2              | 3           | 4           | 5         | 6         | 7                      | 8                      | 9           | 10          | 11            | 12            | 13             | 14             | DC  | Puncte |
| An   | Echipa   | Hockenheimring | Hockenheimring | Nürburgring | Nürburgring | Norisring | Norisring | Circuit Park Zandvoort | Circuit Park Zandvoort | Nürburgring | Nürburgring | Red Bull Ring | Red Bull Ring | Hockenheimring | Hockenheimring | DC  | Puncte |
| ---- | -------- | -------------- | -------------- | ----------- | ----------- | --------- | --------- | ---------------------- | ---------------------- | ----------- | ----------- | ------------- | ------------- | -------------- | -------------- | --- | ------ |
| 2017 | Team VRS | EX             | EX             | EX          | NI          | EX        | 8         | 11                     | 12                     | 9           | EX          | 10            | DSQ           | 8              | 12             | 13. | 65     |

NI= Nu Incepe | EX=Exclus | DSQ=Descalificat

### Audi Sport Seyffarth R8 LMS GT Cup
| An   | Echipa   | Categorie | 1              | 2              | 3           | 4           | 5           | 6           | 7            | 8            | 9                                     | 10                                    | 11          | 12          | DC | Puncte |
| An   | Echipa   | Categorie | Hockenheimring | Hockenheimring | Lausitzring | Lausitzring | Hungaroring | Hungaroring | Brands Hatch | Brands Hatch | Misano World Circuit Marco Simoncelli | Misano World Circuit Marco Simoncelli | Nürburgring | Nürburgring | DC | Puncte |
| ---- | -------- | --------- | -------------- | -------------- | ----------- | ----------- | ----------- | ----------- | ------------ | ------------ | ------------------------------------- | ------------------------------------- | ----------- | ----------- | -- | ------ |
| 2018 | Team VRS | Absolut   | 3              | 3              | 4           | 4           | 4           | 2           | 7            | 4            | 4                                     | 6                                     | 11          | 4           | 2  | 129    |
|      |          | Rookie    | 2              | 2              | 3           | 3           | 2           | 1           | 2            | 2            | 2                                     | 4                                     | 4           | 3           | 1  | 154,5  |

NI= Nu Incepe | EX=Exclus

### F3 Asian Championship Winter Series certified by FIA
| 8 | 11 | 9 | 9 | 11 | 10 | EX | EX | 10 |

NI= Nu Incepe | EX=Exclus

### F3 W Series
| An   | 1   | 2       | 3      | 4      | 5   | 6      | DC | Puncte |
| ---- | --- | ------- | ------ | ------ | --- | ------ | -- | ------ |
| 2019 | HOC | ZOL Ret | MIS 10 | NRM 13 | ASS | BRH 14 | 17 | 1      |

NI= Nu Incepe | EX=Exclus